# Micronització
La micronització és el procés de reduir el diàmetre mitjà de partícules de material sòlid. Normalment el terme de micronització es fa servir quan les partícules que es produeixen són de diàmetre de pocs micròmetres. Tanmateix les aplicacions modernes (usualment en la indústria farmacèutica) requereixen diàmetres mitjans de les partícules dins l'escala del nanòmetre.

## Tècniques tradicionals
Les tècniques tradicionals de micronització estan basades en la fricció per reduir la mida de la partícula. Aquest mètodes inclouen la molturació i el colpejat. Un molí típic industrial es compon d'un tambor amb cilindre metàl·lic el qual normalment conté esferes d'acer. A mesura que el tambor gira les esferes de dins xoquen amb les partícules del sòlid i les aixafen fent-les de menor diàmetre.
Els mètodes d'aixafar i tallar també s'usen per reduir la mida del diàmetre de les partícules però produeixen partícules més aspres. Per aixafar s'empren una mena de martelles que impacten sobre les partícules sòlides.

## Tècniques modernes
Els mètodes moderns fan servir un fluid supercrític en el procés de micronització. Les tècniques més utilitzades d'aquesta categoria inclouen el procés RESS (ràpida expansió de solucions supercrítiques), el mètode SAS (anti-dissolvent supercrític) i el PGSS (partícules de solucions de gas saturat). En el cas del RESS, el fluid supercrític s'utilitza per  dissoldre el material sòlid a alta pressió i temperatura, formant així una fase supercrítica homogènia. Posteriorment, la solució s'expandeix a través d'un filtre i es formen les petites partícules. Les partícules que es formen d'aquesta manera tenen un diàmetre d'uns pocs centenars de nanòmetres
En el mètode 'SAS', el material sòlid es dissol en un dissolvent orgànic i un fluid supercrític i llavors és forçat per mitjà de pressió a dissoldre’s en el sistema. D'aquesta manera, el volum del sistema s'expandeix, cosa que fa disminuir la densitat i, per tant, també la solubilitat del material d'interès disminueix. Com a resultat, el material precipita com un sòlid amb un diàmetre de partícula molt petit.
En el mètode 'PGSS el material sòlid es fon i el fluid supercrític es dissol en ell, com en el cas del mètode de SAS. No obstant això, en aquest cas, la solució es veu obligada a expandir-se a través d'un filtre, i d'aquesta manera es formen les nanopartícules.
En els tres mètodes descrits, l'efecte que produeix el petit diàmetre de les partícules sòlides és la sobresaturació que es produeix en el moment de la formació de partícules, i que figura amb més detall en el cas del procés RESS. El mètode PGSS té l'avantatge que a causa que el fluid supercrític, el punt de fusió del material sòlid es redueix. Per tant, el sòlid es fon a una temperatura inferior a la temperatura normal de fusió a pressió ambient. A més, totes aquestes noves tècniques no exigeixen llargs temps de processament, com passa en el cas dels mètodes tradicionals. Com a resultat, es pensa que són més apropiats quan ha de ser processat materials termolàbils (com ocorre en els productes farmacèutics i els ingredients alimentaris).

## Exemples
La progesterona es pot micronitzar fent-ne petits cristalls
El sofre, utilitzat, en agricultura convencional i ecològica, es pot aplicar en forma micronitzada per millorar l'eficàcia en el tractament de malalties com la cendrosa blanca (oïdi)